# Leptosphaeria junciseda
Leptosphaeria junciseda är en svampart som beskrevs av P. Karst. . Leptosphaeria junciseda ingår i släktet Leptosphaeria och familjen Leptosphaeriaceae.   Inga underarter finns listade i Catalogue of Life.